# Transitory
Transitory – debiutancki album jazz-rockowej grupy Pork Pie, LP nagrany 17–18 maja 1974 w Conny's Studio, w Neunkirchen (Niemcy) dla wytwórni Promising/MPS.

## O albumie
Album jest debiutem, ale jednocześnie świadectwem jak dobrą techniką gry dysponowali członkowie zespołu (wszyscy muzycy wchodzący 
w jego skład mieli już duże osiągnięcia) i na jakim poziomie potrafili ze sobą współpracować. Dzięki temu płyta zaliczana jest do ważniejszych albumów jazzrockowych. Są tam ostre pierwiastki rockowe w „Epoch”. spokojne „Angel Eyes” z gitarowym solem Philipa Catherine'a, eksperymenty rytmiczne van ’t Hofa w „Something Wrong” i „March of The Oil-Sheikhs”. prezentacja elektronicznego brzmienia instrumentów klawiszowych w „Transitory” i wreszcie „Bassamba” i „Pudu Kkottai”. czyli partie ujawniające obecność brazylijskiego perkusisty i zainteresowania Mariano muzyką indyjską. Reedycja tej płyty na CD ukazała się dopiero 29 lipca 2008.
"Transitory” dedykowane było niemieckiemu gitarzyście basowemu Peterowi Trunkowi (1936-1973), który w noc sylwestrową 1973/74 zginął w wypadku samochodowym w Nowym Jorku.

## Muzycy
- Jasper van ’t Hof – fortepian elektryczny (solo: 1, 2, 6, 9), organy preparowane (solo: 2, 3), fortepian, czelesta
- Charlie Mariano – saksofon sopranowy (solo: 2, 3, 5), saksofon altowy (solo: 1, 8), flet (solo: 2), flet bambusowy (solo: 5), nagaswaram (solo: 5)
- Philip Catherine – gitara elektryczna (solo: 4), gitara akustyczna
- Jean-François Jenny-Clark – gitara basowa (solo: 3, 7), wiolonczela
- Aldo Romano – perkusja (solo: 7)

gościnnie: 
- Ivanir „Mandrake” Do Nascimento – kongi, pandeiro, tamburyn, agogo, dzwonki

## Lista utworów
Strona A
| 1. | „Epoch” (Van 't Hof)               | 7:39  |
|    |                                    |       |
| 2. | „Transitory (Part 1)” (Van 't Hof) | 4:47  |
|    |                                    |       |
| 3. | „Transitory (Part 2)” (Van 't Hof) | 4:07  |
|    |                                    |       |
| 4. | „Angel Wings” (Catherine)          | 5:15  |
|    |                                    |       |
|    |                                    | 21:48 |
|    |                                    |       |
Strona B
| 1. | „Pudu Kkottai” (Traditional, arr. Ch. Mariano) | 8:04  |
|    |                                                |       |
| 2. | „Something Wrong” (Van 't Hof)                 | 2:40  |
|    |                                                |       |
| 3. | „Bassamba (Part 1)” (Jenny-Clark)              | 2:51  |
|    |                                                |       |
| 4. | „Bassamba (Part 2)” (Romano)                   | 4:35  |
|    |                                                |       |
| 5. | „March Of The Oil-Sheikhs” (Van 't Hof)        | 3:04  |
|    |                                                |       |
|    |                                                | 21:14 |
|    |                                                |       |

## Opis płyty
- Producent - Achim Hebgen
- Czas łączny - 43:02
- Remix - Conny Plank (13-14 czerwca 1974)
- Zdjęcia - Frieder Grindler, Kira Tolkmitt, Hans Harzheim